# Orthothecium bollei
Orthothecium bollei là một loài Rêu trong họ Hypnaceae. Loài này được (De Not.) A. Jaeger mô tả khoa học đầu tiên năm 1878.